# Baader-Meinhof (bandet)
Baader-Meinhof (ca. 1977-1981), dansk punkband der bl.a. spillede i Rockmaskinen og Saltlageret. Musikken var i starten elektronisk orienteret, men udviklede sig efterhånden til regulær hårdtpumpet punkrock. Medlemmerne talte bl.a. Morten "Wanker", Lars Erik "Tough", Jes "Blink" og Simon "Shalom". Bandet havde base i København. Blev startet af de to københavnske mytologiske punk-kultfigurer Samuel "Baader" og Adolph "Meinhof".
Bandet var kendt for deres heftige sceneoptræden, der bl.a. inkluderede kryds-stagediving med instrumenter, men også for deres spektakulære optræden i fuchsia-farvede rulamsheldragter og dykker masker. Tiden var til alternative udtryksmidler, og på mange måder omfavnede BM disse "punkede" tidsstrømninger.
Udover at have spillet live på stort set samtlige de tidlige københavnske punkscener, er bandet beskrevet i punkfanzinet "Iklipsx" (nr. 7, 1978), der i øvrigt var det første af sin art i Danmark, redigeret af bl.a. Sort Sol's Peter "Peter" Schneidermann.

## Udgivelser
- Zodiacs Parade / Here comes the red wave (Single) (1978) (Imaginary Records / IMR 27803)
- Join the rif-RAF / Don't mess around with punk history (Single) (1979) (Imaginary Records / IMR 27911)
- Boil your parents (live version) (re-release på tysk punk-compilation) (1979)